# Вторжение: Битва за рай (телесериал)
«Вторжение: Битва за рай» (англ. Tomorrow When the War Began, дословно — «Завтра, когда началась война») — австралийская телевизионная драма, основанная на серии книг Джона Марсдена, созданная Майклом Бугеном и Тони Уинли. Премьера состоялась 23 апреля 2016 года.

## Сюжет
Сериал ведется от лица австралийской девушки по имени Элли Линтон и расскажет о подростках, которые возвращаются домой после похода, и обнаруживают, что их город захвачен, дома пусты, а люди взяты в заложники или убиты вторгшейся «Азиатской коалицией».

## В ролях
- Молли Дэниэлс — Элеонора «Элли» Линтон[2]
- Нарек Армаганян — Гомер Яннос[2]
- Джон Прасида — Ли Тэккэн[2]
- Madeleine Clunies-Ross — Фиона «Фи» Максвелл[2]
- Мадлен Мэдден — Корри Маккензи[2]
- Эндрю Грир — Кевин Холмс[2]
- Fantine Banulski — Робин Мэтэрс[2]
- Кит Пурселл — Крис Максвелл[2]

### Второстепенный состав
- Сибилла Бадд — Рэйчел Максвелл[3]
- Дебора Мэйлман — Кэт Маккензи[3]
- Элисон Белл — Лиз Линтон[3]
- Ричард Янг — Джек Линтон[3]
- Спенсер МакЛарен — Дэниэл Максвелл[3]
- Дэмиен Фотиу — Джордж Яннос[3]
- Альфред Никдао — Умар Тэккэн[3]
- Джеймс Стюарт — Полковник[3]

## Эпизоды
| № | Название    | Режиссёр      | Сценарист     | Дата показа в США | Зрители США (тысячи) |
| - | ----------- | ------------- | ------------- | ----------------- | -------------------- |
| 1 | «Episode 1» | Брендан Махер | Блейк Аишфорд | 23 апреля 2016    | 120,000              |
| 2 | «Episode 2» | Брендан Махер | Элис Эддисон  | 30 апреля 2016    | 63,000               |
| 3 | «Episode 3» | Брендан Махер | Блейк Аишфорд | 7 мая 2016        | 52,000               |
| 4 | «Episode 4» | Брендан Махер | Элис Эддисон  | 14 мая 2016       | 44,000               |
| 5 | «Episode 5» | Брендан Махер | Джош Маплстон | 21 мая 2016       | 37,000               |
| 6 | «Episode 6» | Брендан Махер | Джастин Монжо | 28 мая 2016       | 38,000               |

## Производство
Съемки проходили в окрестностях Мельбурна у Barwon Heads Bridge и в Клунсе, Виктория.
Первый трейлер был выпущен 31 декабря 2015 года. Другие тизеры и трейлеры были выпущены в марте 2016 года.